# Догу
Догу (на японски: 土 偶, в превод „пръстена фигура“) са малки хуманоидни и животински фигурки, направени през по-късната част от периода Джомон (14 000 – 400 г. пр.н.е.) в праисторическа Япония.
Догу са изключително от периода Джомон и не са правени през следващия период Яйои. Ежедневните керамични предмети от този период се наричат джомонска керамика. Има различни стилове на догу, в зависимост от мястото на откриването им и периода на произход. Според Националния музей за японска история, общият брой, открит в Япония, е приблизително 15 000. Догу са произвеждани в цяла Япония, с изключение на Окинава. Повечето фигурките са открити в Източна Япония и рядко се срещат в Западна. Целта на догу остава неизвестна. Те не трябва да се бъркат с погребалните глинени обекти ханива от периода Кофун (250 – 538 г.).
На японски език догу е общ термин за всяка хуманоидна фигура, изработена от глина. Глинените фигури от праисторическа Източна Европа, като тези на културата на ямачно-гребенната керамика, също се наричат догу на японски.

## Произход
Някои учени смятат, че догу е скулптурно изображение на конкретна личност или кукла, използвана от хора, които практикуват подражателна магия. Например, може да се е смятало, че болестите могат да бъдат прехвърлени в догу, което след това е унищожавано, като по такъв начин се премахва болестта или друго нещастие.

## Типове
Фигурите са групирани условно според тяхната форма:
- тип „сърцевидна“ (или вежда във формата на полумесец)
- тип „бухал“[6]
- тип „защитни очила“ (shakōkidogū)
- тип „бременна жена“[7]

- Dogū статуетка, Джомон
- Статуетка тип „защитни очила“ (1000 – 400 г. пр.н.е.)
- Фигурка тип „сърцевидна“
- Jōmon Venus – фигурка Венера

## Вижте още
- Подражателна магия